# Insolação (filme)
Insolação é um filme brasileiro de 2009, um drama dirigido por Felipe Hirsch e Daniela Thomas.

## Enredo
Numa cidade vazia, castigada pelo sol, jovens e velhos confundem a sensação febril da insolação com o início delicado da paixão. Como espectros, eles vagam entre construções e descampados em busca do amor inalcançável. Livremente inspirado em contos russos do século XIX, as histórias se entrelaçam e se desembaraçam na improvável cidade de Brasília, filmada em todo o esplendor de sua utopia modernista.

## Elenco
- Simone Spoladore como Lucia
- Paulo José como Andrei
- Leandra Leal como Liuba
- Daniela Piepszyk como Zoyka
- André Frateschi como Ricardo
- Leonardo Medeiros como Leo
- Maria Luisa Mendonça como Ana
- Emílio Di Biasi como Psiquiatra
- Antonio Medeiros como Vladimir
- Jorge Emil como Pai